# Artesia (stacja metra)
Artesia – naziemna stacja niebieskiej linii metra w Los Angeles znajdująca się przy Artesia Boulevard, w mieście Compton, niedaleko granicy z osadą Rancho Dominguez. W pobliżu znajduje się uczelnia California State University, Dominguez Hills.

## Godziny kursowania
Tramwaje niebieskiej linii kursują codziennie od około godziny 5:00 do 0:45

## Połączenia autobusowe
- Metro Local: 60, 130, 205, 260
- Metro Rapid: 762
- Compton Renaissance Transit: 5
- Long Beach Transit: 51, 61, 66
- Torrance Transit: 6

## Miejsca użyteczności publicznej i atrakcje turystyczne
- Radisson Crystal Park Hotel and Casino
- El Camino College Compton Center
- Major League Baseball Urban Youth Academy
- Dominguez Rancho Adobe California State Historic Landmark # 152